# 티맥스구름
티맥스구름(Tmax Gooroom)은 티맥스A&C가 출시한 운영 체제이다. 구름 플랫폼을 기반으로 하여 제작된 리눅스 배포판이며, 2021년 6월 14일에 출시되었다.

## 같이 보기
- 구름 플랫폼
- 티맥스OS
- 한컴 구름
- 하모니카 (운영 체제)